# Dammtjärnen (Övre Ulleruds socken, Värmland)
Dammtjärnen är en sjö i Forshaga kommun i Värmland och ingår i Göta älvs huvudavrinningsområde.